# Riverside-Downtown (Metrolink)
La  estación Riverside-Downtown (en inglés: Riverside-Downtown station), es una estación de tren regional de la línea Riverside, línea 91/Perris Valley y línea Inland Empire-Orange County de Metrolink en Riverside, California, área regional de Los Ángeles en Estados Unidos. 

## Descripción
La estación Metrolink se inauguró el 14 de junio de 1993 con servicio de la línea Riverside. La línea Inland Empire-Orange County empezó su servicio el 2 de octubre de 1995. Cuenta con un andén de plataforma lateral y dos plataforma centrales. Dispone de 710 aparcamientos. La estación es propiedad de Riverside County Transportation Commission. La línea 91/Perris Valley inauguró el servicio el 6 de mayo de 2002.
Había un depot original a 300 m de la estación Metrolink, con servicio de Ferrocarril de Atchison, Topeka y Santa Fe y cerró el 15 de mayo de 1968.

## Servicio
La estación Riverside-Downtown recibe el servicio de 14 trenes de la línea 91/Perris Valley de Metrolink (7 en cada dirección) entre semana. El servicio de fin de semana consta de 4 trenes (2 en cada dirección) tanto los sábados como los domingos.
También recibe 18 trenes de la línea Inland Empire-Orange County (9 en cada dirección) y 4 trenes en fin de semana.
Por último la línea original línea Riverside, son 11 trenes entre semana (6 para el oeste y 5 para el este). No hay servicio de la línea Riverside los fines de semana.

## Conexiones
- Omnitrans - ruta: 215
- Riverside Transit Agency - ruta:1, 15, 22, 29, 49 y 200
- Amtrak Thruway - ruta: 19 y ruta Southwest Chief para Los Ángeles y Chicago, Illinois
- FlixBus
- Megabus
- Greyhound Lines

## Lugares de interés
- Downtown Riverside[2]
- Superior Court - Corte superior
- Mission Inn - Hotel
- Mount Rubidoux - Senderismo
- The Cheech Marin Center for Chicano Art & Culture
- Riverside Art Museum
- Riverside Convention Center
- Museum of Riverside
- Riverside City College
- Fox Performance Arts Center